# Zarren-Werken
Zarren-Werken is een voormalige gemeente in de Belgische provincie West-Vlaanderen. 
De gemeente ontstond begin 1971 door de fusie van de tot dan toe zelfstandige gemeenten Zarren en Werken. Het gehucht Terrest (1,38 km2 met 321 inwoners) van Zarren werd op dat moment overgeheveld naar de gemeente Houthulst. Zarren-Werken had een oppervlakte van 20,85 km2 en telde op het moment van haar oprichting 3.549 inwoners. 
De dorpskernen liggen slechts op ruim een kilometer van elkaar, gescheiden door onder andere de Handzamevaart, en later ook de rijksweg (N35) en de spoorlijn Deinze - De Panne.
De gemeente hield alweer op te bestaan begin 1977, toen Zarren en Werken beiden een deelgemeente werden van Kortemark. Op dat moment was het inwoneraantal gedaald tot 3.406. 
Hoewel Zarren-Werken als officiële gemeente niet meer bestaat, blijft de gecombineerde naam soms nog informeel gebruikt worden als plaatsaanduiding voor beide dorpen.

## Demografische ontwikkeling van de fusiegemeente
Alle historische gegevens hebben betrekking op de fusiegemeente, inclusief deelgemeenten, zoals ontstaan na de fusie van 1 januari 1971.
- Bronnen:NIS, Opm:1831 tot en met 1970=volkstellingen; 1976 = inwoneraantal op 31 december

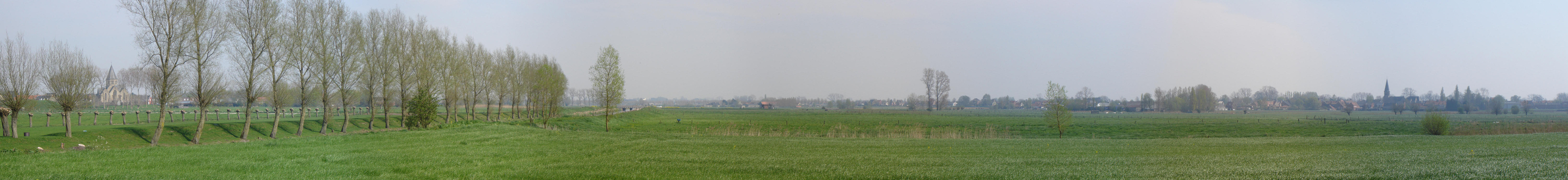
Landschap, met links het dorp Werken, en rechts Zarren